# Cappella della Madonna della Rosa (Molfetta)
La cappella della Madonna della Rosa si trova a Molfetta.

## Storia
La chiesa-torre della Madonna della Rosa, dotata di caditoia, pozzo, cisterna è situata a Molfetta sulla via del Mino, sulla provinciale per Bitonto, risale al primo Cinquecento. Lo si deduce da una notizia riportata da Francesco Samarelli nell'opuscolo Chiese e cappelle esistenti a Molfetta (1941), dove si legge che nel biennio 1549-1550 le entrate e le uscite all'amministrazione della chiesetta erano sottoposte al visto di un “razionale” (oggi diremmo contabile o revisore dei conti).
Chi s'incaricava di rappresentare un ente o un ordine, di trattarne gli affari e provvedere alle necessità dei beni posseduti, erano i procuratori. Per conto del Capitolo della Cattedrale nel 1581 i procuratori di S. Maria della Rosa erano i canonici Cesare Monno e Giovan Battista Schifosa, che il 30 marzo di quell'anno dichiararono di aver ricevuto dal “sacristano” don Giovanni di Pinto un calice, sul cui pomo c'era il nome di don Renzo Volpicella, un camice di tela con l'amitto e una pianeta di “ormesino verde” per officiare nella cappella rurale. È quanto si ricava da una ricevuta dell'Archivio Diocesano, rinvenuta nell'aprile 1982 dall'insegnante Elena Altomare e passata a don Leonardo Minervini, che lo pubblicò sul settimanale “Luce e Vita” con una breve premessa.
Perché la chiesetta ha quell'intitolazione? Ce lo spiega Antonio Salvemini nel suo Saggio storico della città di Molfetta (1878): “Vien detta della Rosa per ragione delle rose che la Madre ed il Figlio [ritratti sul muro dell'altare] hanno nelle mani e che simboleggiano quella rosa dell'ardente carità materna che Maria dimostra continuamente di avere verso dei suoi figli, come la saluta la Chiesa tuttodì nei divini ufficii col titolo di Rosa mistica”.
La meditazione e l'ascesi possibili nel raccoglimento della cappella immersa nel silenzio dei campi spiegano la richiesta di concessione della chiesa-torre, per la fondazione e l'uso di una grancia gerolamina, avanzata nel XVII secolo al Capitolo molfettese da parte di eremiti di S. Girolamo forestieri. Addirittura – ci fanno sapere Corrado Pappagallo e Corrado Pisani – nel 1649 un genovese, Giovanni Sambuceto, volle per testamento essere sepolto nella chiesetta di S. Maria della Rosa, lasciando un'elemosina di quattro ducati e mezzo e fra Giovan Lonardo Sciancalepore, che serviva nella cappella. E le sue volontà testamentarie furono rigorosamente rispettate, visto che nel primo “Registro dei morti” della Cattedrale, sotto lo stesso anno, risulta un'inumazione in Sancta Maria rosarum, come desumo da un libro di don Luigi de Palma sulla Confraternita della Morte.
È la prima volta che il titolo della chiesa riporta il plurale “delle rose”, perché di solito si riscontra, come s'è visto, il singolare. E il dato è confermato dal dialetto, che ammette soltanto Mêdónnë dë la Róësë (Madonna della Rosa), appunto. Il dialetto, a sua volta, richiama la tradizione popolare della gita fuori porta a la Mêdónnë dë la Róësë, di cui abbiamo notizie certe dal primo Ottocento.
Nel 1842 l'usanza era già consolidata, come documenta Michele Romano nel suo saggio storico: “Nel terzo giorno [martedì] dopo la Pasqua [sabato] si accorre alla Madonna della Rosa, senza intervento del Clero, ma del popolo”. Infatti, il martedì di Pasqua, posto fra le ricorrenze religiose come Aqua sapientiae, col bel tempo era d'obbligo la scampagnata a Santa Maria della Rosa, per divertirsi e mangiare il calzone, l'agnello al forno e la frutta secca.
In seguito alle innovazioni liturgiche introdotte da Pio XII alla fine del 1955 per la celebrazione della Settimana Santa, la tradizionale passeggiata campestre è stata anticipata alla Pasquetta, venendo a coincidere, anche per motivi legati alla ridistribuzione delle ferie lavorative, col Lunedì dell'Angelo. Questa è la prima delle cosiddette fiëstë dë rë nëcìëddë o dë rë scarcìëddë (feste delle nocelle o delle scarselle), che vanno pure sotto il nome di fiëstë chênnêràutë (feste goderecce), dove le nocciole, le novelline americane e le scarselle la fanno da padrone.
Attualmente è sede della omonima parrocchia Madonna della Rosa alle prese con la costruzione del nuovo complesso parrocchiale.